# Leopold I de Lorena
Leopold I de Lorena, en alemany Leopold Joseph von Lothringen (Innsbruck, 11 de setembre de 1679 - Lunéville, 27 de març de 1729) fou duc de Lorena.

## Biografia
Era fill de Carles V de Lorena i d'Elionor Maria d'Habsburg o d'Àustria, reina vídua de Polònia i germana de l'emperador Leopold I del Sacre Imperi Romanogermànic que fou el seu padrí. Els ducats de Lorena i Bar estaven ocupats militarment pels francesos i Carles no hi va poder residir, i fou enviat a Viena per tal de rebre una adequada formació militar. El pare va ser governador de Tirol per l'emperador i Leopold va passar la joventut a Innsbruck mentre el seu pare combatia al costat dels imperials contra els otomans.
El 1690, en morir el seu pare, els ducats seguien ocupats. Leopold I tenia 10 anys i va heretar els títols mentre la seva mare Elionor, va esdevenir regenta titular dels dos ducats; va tenir com a preceptor un catòlic irlandès fugit dels britànics, el comte de Carlingford. Després fou enviat a Viena per rebre instrucció militar. Fou criat amb els seus cosins, Josep, hereu del tron austríac, i Carles, sis anys més jove que Leopold, però el seu major amic. Els dos joves arxiducs foren després successivament emperadors (Josep I i Carles VI) i Leopold sempre se sentirà molt proper a ambdós tant personalment, com en política i religió. El 1690 fou fet cavaller del Toisó d'Or.
Va prendre part al setge de Timişoara (Temesvar aleshores) el 1694. Va rebre el comandament de les operacions militars del Rin el 1697, en la darrera etapa de la Guerra dels Nou Anys de la Lliga d'Augsburg. Va ser a finals del 1697 que la guerra es va acabar amb el tractat de Rijswijk; el papa proposava unir a França i Àustria pel casament d'Elisabet Carlota d'Orleans (neboda de Lluís XIV, amb Josep, el fill de l'emperador Leopold I, però les rancúnies entre les dues famílies eren encara massa fortes. El tractat va permetre a la família recuperar el domini sobre el ducat de Lorena que el seu pare havia perdut en benefici de Lluís XIV de França. Així es va concretar en les disposicions del Tractat de Rijswijk del 30 d'octubre de 1697 (ratificat el 13 de desembre de 1697), per les quals se li restituïa, a més, el ducat de Bar. La seva mare va morir abans de poder tornar als ducats.
Leopold va arribar a Nancy per primer cop a la seva vida el 17 d'agost de 1698 amb 19 anys. Es va casar llavors (13 d'octubre de 1698) per poders a Fontainebleau, amb la neboda del rei de França, la que havia estat assenyalada com esposa del seu cosí Josep d'Habsburg, Elisabet Carlota d'Orleans, filla de Felip II (I) d'Orleans i d'Elisabet Carlota del Palatinat (o de Baviera). La boda en presència es va fer a Bar-le-Duc el 25 d'octubre següent.
Però Lluís XIV havia cedit els ducats a Rijswijk, i els volia recuperar fent del duc un nebot sumís gairebé un vassall. Li va imposar en tant que descendent dels ducs de Bar, la humiliant sessió de prestació de l'homenatge per la riba esquerra del ducat (a l'oest del Mosa) com havien fet els seus ancestres des de 1301. Les relacions de Leopold amb la cort van esdevenir tenses. Sa sogra la princesa Palatina, en tant que alemanya, se sentia propera al seu gendre, però li va fer saber en diverses cartes que no estava contenta amb la poca estimació que li mostrava. Favorable per política i per gust a l'Imperi, però limitada la seva elecció per la proximitat de França, que rodejava els seus dominis, va intentar canviar Lorena i Bar pel Milanès, però el projecte va fracassar i els seus súbdits van veure aquest intent com una traïció. Així que va procurar mantenir la neutralitat del ducat de Lorena en els diversos conflictes europeus. Va iniciar la reconstrucció del ducat i primer va començar per reformar el govern inspirant-se en França, potència absolutista, reforçant el centralisme, nomenant quatre secretaris d'estat i establint una divisió administrativa en 17 batllies i 58 prebostats. El 1719 va comprar el comtat de Ligny (Ligny-en-Barrois) i les terres del seu cosí el príncep de Vaudémont per alleujar la divisió en trossos dels seus estats; va reformar la fiscalitat per millorar el rendiment i va encoratjar l'emigració per atenuar el despoblament causat per les guerres i l'ocupació. Va fer restaurar les carreteres i en va crear de noves (un dels quatre secretaris d'estat s'ocupava de ponts i carreteres). Al final del seu regnat es podia circular per tot el ducat amb seguretat. El codi de Leopold fou publicat el 1703 i establia les relacions del govern i el clergat; el codi no va agradar a Roma i les relacions amb el papa van entrar en dificultats; Leopold va voler donar a la seva filla el càrrec d'abadessa de Remiremont i el Papa no ho va acceptar. El 1702, a l'inici de la Guerra de Successió d'Espanya, Lluís XIV va fer ocupar altre cop els ducats i Nancy, el que es va produir sense violència. Per no residir sota ocupació, va fer reconstruir el vell castell de Lunéville que fou llavors conegut com el “Versalles” de Lorena.
Encara que el seu matrimoni havia tingut origen polític, la unió va començar amb una veritable lluna de mel; però el 1706 el duc es va enamorar de la marquesa de Beauvau-Craon, nascuda Anna Margarida de Ligniville, que va esdevenir la seva amant. La noia, sorgida de la més alta noblesa lorenesa, estava casada amb el príncep Marc de Beauvau-Craon (1679-1754), ministre del duc, al qual devia el càrrec i fortuna.
A partir del 1715 la pujada al tron francès de Lluis XV va alleujar les relacions franco-loreneses; el regent Felip d'Orleans (1674-1723) era el germà de la duquessa. No obstant els lligams familiars, França s'oposava a la creació d'un bisbat lorenès a Nancy, el que va portar a Leopold als braços de son cosí l'emperador Carles VI. El 1721 va decidir enviar el seu fill gran Leopold Climent a acabar la seva educació a Viena en l'esperança que es casaria amb la filla i hereva de l'emperador l'arxiduquessa Maria Teresa d'Àustria. Però el jove va morir poc després i fou el seu germà petit, Francesc, qui va fer realitat les ambicions del seu pare (1723).
El 1725, les relacions entre les corts de Versalles i de Lunéville eren altre cop glacials. Buscant una esposa per Lluís XV, el duc de Borbó, primer ministre des de la mort del regent, després d'intrigues cortesanes i contra tot sentit polític i dinàstic, va preferir casar al rei de França a une obscura princesa polonesa de certa edat (Maria Leszczyńska) abans que a la filla de Leopold, Elisabet Teresa. Carregant a Lluís XV amb la sort del seu sogre Estanislau, rei destronat de Polònia, aquest matrimoni va afavorir no obstant l'acceptació per França de la Pragmàtica Sanció qui havia de fer realitat els esforços de Leopold en profit del seu fill Francesc (Francesc III de Lorena).
El març de 1729, el duc Leopold va contreure una febre passejant pel castell en construcció a Ménil, prop de Lunéville. Va morir uns dies més tard, el 27 de març, amb només 49 anys i plorat pels seus súbdits; la independència dels ducats havia esdevingut simbòlica però havia sabut preparar a Viena el provindre de la seva casa.
Va deixar el record d'un monarca pacífic i generós que va donar als seus súbdits pau i prosperitat.

## Matrimoni i fills
El 25 d'octubre de 1698 en va casar amb la seva cosina Elisabet Carlota d'Orleans (1676-1744), filla de Felip IV de Valois (1640-1701) i d'Elisabet Carlota del Palatinat (1652-1722). La parella va tenir tretze fills dels quals quatre arribaren a la vida adulta:
- Leopold (1699– 1700)
- Elisabet Carlota (1700 – 1711)
- Lluïsa Cristina (1701).
- Maria Gabriela (1702– 1711).
- Lluís (1704– 1711).
- Josepa Gabriela (1706-1708)
- Leopold Carles (1707-1723)
- L'emperador Francesc I del Sacre Imperi Romanogermànic, nat a Nancy el 1708 i mort el 1765 a Innsbruck. Es va casar amb l'arxiduquessa Maria Teresa I d'Àustria.
- Elionor (1710)
- La princesa Elisabet Teresa de Lorena, nascuda a Nancy el 1711 i morta a Torí el 1741. Es va casar el 1737 amb el rei Carles Manuel III de Sardenya.
- El príncep Carles Alexandre de Lorena, nat a Lunéville el 1712 i mort a Brussel·les el 1780. Es va casar amb l'arxiduquessa Maria Anna d'Àustria (1718-1744).
- La princesa Anna Carlota de Lorena, nada a Lunéville el 1714 i morta a Mons el 1773.